# Зелёный пояс Фенноскандии
Зелёный пояс Фенноскандии (ЗПФ) — экологический проект, создаваемый с целью сохранения старовозрастных лесов вдоль границы России и Финляндии.
Проект представляет собой вытянутую вдоль российско-финляндской (а на севере также и вдоль российско-норвежской) границы территорию от Баренцева до Балтийского моря. В ЗПФ входят также акватория, острова и побережье Финского залива в пределах Ленинградской области. Проект может быть представлен как экологический коридор, включающий в себя приграничные особо охраняемые природные территории (ООПТ) России, Финляндии и Норвегии. Является северным участком Зелёного пояса Европы.

## Идея
Идея подготовки серийной трансграничной номинации ЗПФ возникла в 1995 г. и впервые широко обсуждалась на международном российско-финляндском совещании в Министерстве экологии РФ осенью 1995 г. В дальнейшем эта тема получила широкий резонанс, и с 1995 по 1998 гг. прошёл целый ряд конференций, совещаний и рабочих встреч с участием российских, финляндских, норвежских и немецких государственных и неправительственных природоохранных организаций.

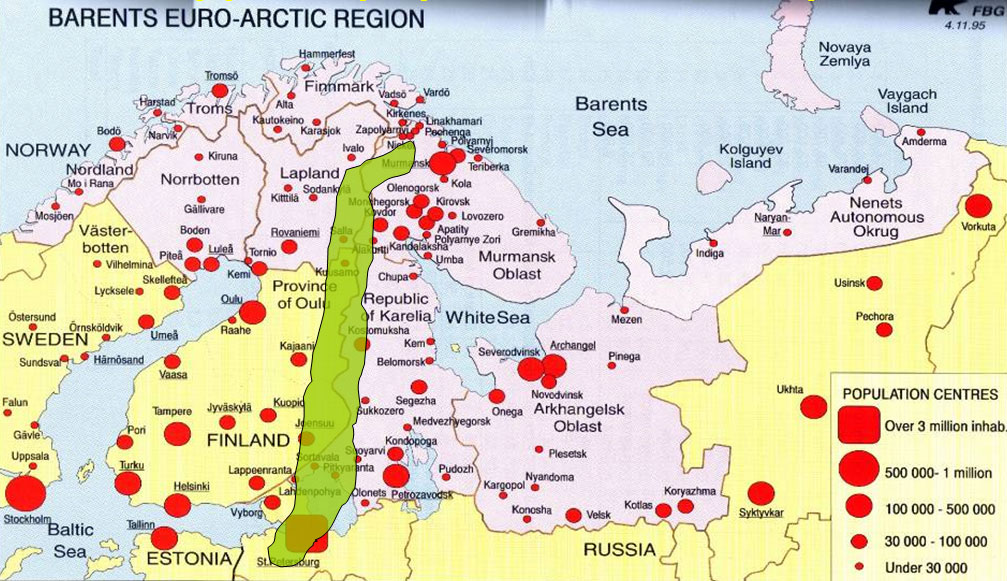
Примерные границы Зелёного пояса Фенноскандии

Наиболее крупные конференции прошли в Петрозаводске и Мурманске (Россия), Кухмо (Финляндия) и на острове Фильм (Германия). Проект подготовки номинации неоднократно обсуждался с представителями правительств Мурманской и Ленинградской областей, Республики Карелия.
В 2004 г. Фондом «Охрана природного наследия» совместно с Карельским научным центром РАН и Гринпис России при поддержке ЮНЕСКО была подготовлена российская часть серийной трансграничной номинации «Зеленый пояс Фенноскандии», в состав которой вошли Государственные природные заповедники (ГПЗ) «Пасвик», «Лапландский», «Костомукшский» и национальные парки (НП) «Паанаярви» и «Калевальский». В настоящее время в состав номинации так же могут быть включены создаваемые ГПЗ «Ингерманландский» и НП «Ладожские шхеры». Перечисленные территории, как правило, составляют единое целое с финляндскими и норвежскими приграничными ООПТ, формируя несколько трансграничных комплексов (Пасвик — Vatsari, Лапландский — Urho-Kekkonen, Паанаярви — Oulanka, Калевальский комплекс, Парк «Дружба», Ладожские шхеры — Saimaa and Pielinen, Ингерманландский заповедник), и имеют несомненное выдающееся природное значение.
По оценкам российских специалистов, эти участки в составе единого серийного трансграничного объекта «Зеленый пояс Фенноскандии» могут претендовать на включение в Список всемирного культурного и природного наследия ЮНЕСКО по всем предъявляемым требованиям и критериям.